# Робърт Мофат
Робърт Мофат (на английски: Robert Moffat) е шотландски конгрешански мисионер, работил главно в Южна Африка.
Роден е на 21 декември 1795 година в Ормистън, Източен Лоудиън, в бедно семейство. В младежка възраст заминава за Англия, където работи като градинар, а през 1816 година става мисионер и заминава за Южна Африка. Там развива продължителна дейност, оглавявайки дълги години мисията при тсваните в Куруман и изготвяйки първият превод на Библията на тсвана. Една от дъщерите му е съпруга на изследователя Дейвид Ливингстън, а внукът му Хауърд Ънуин Мофат е министър-председател на Южна Родезия.
Робърт Мофат умира на 9 август 1883 година в Лай, графство Кент.